# Корп (Изер)
Корп (фр. Corps) насеље је и општина у источној Француској у региону Рона-Алпи, у департману Изер која припада префектури Гренобл.
По подацима из 2011. године у општини је живело 512 становника, а густина насељености је износила 46,55 становника/km². Општина се простире на површини од 11 km². Налази се на средњој надморској висини од 937 метара (максималној 1.840 m, а минималној 639 m).

## Демографија
| 1962. | 1968. | 1975. | 1982. | 1990. | 1999. | 2011. |
| ----- | ----- | ----- | ----- | ----- | ----- | ----- |
| 608   | 556   | 465   | 505   | 512   | 453   | 512   |

График промене броја становника у току последњих година